# Wola Kosnowa
Wola Kosnowa – wieś w Polsce położona w województwie małopolskim, w powiecie nowosądeckim, w gminie Łącko.
Miejscowość położona jest w Beskidzie Wyspowym. Pola i zabudowania Woli Kosnowej zajmują dolinę potoku Czarna Woda, południowe podnóża Modyni oraz północne i zachodnie zbocza Skalicy. Integralnymi częściami wsi są: Bukówki, Cerchla, Dąbrowy, Długa Łąka, Dudówka, Gębacze, Gromale, Janeczki, Jaszkowiec, Kierczówka, Kuklina, Kwartały, Markowa, Moraźnica, Pyrdoły, Tomaszki, Wierch-Góry, Zagóra, Zwierzenica.
Wieś była własnością klasztoru klarysek w Starym Sączu, położoną w drugiej połowie XVI wieku w powiecie sądeckim województwa krakowskiego. W latach 1975–1998 miejscowość administracyjnie należała do województwa nowosądeckiego.
Ochotnicza Straż Pożarna

Ochotnicza Straż Pożarna w Woli Kosnowej działa od 1958 roku i posiada samochód bojowy MAN 14.224.